# Hans Eskilsson
Hans Eskilsson(Östersund,23 de  Janeiro de 1966) é um ex-jogador sueco de futebol. Actou pelo Hammarby, e teve três internacionalizações pela Selecção do seu país. Actualmente é jogador professional de poker.
Foi para Portugal com 22 anos, em que representou o Sporting Clube de Portugal, o Grupo Desportivo Estoril Praia e o Sporting Clube de Braga. Permanecendo um ano em cada clube.